# Beverley Whitfield
Beverley Joy Whitfield (Wollongong, 15 de junho de 1954 — Shellharbour, 20 de agosto de 1996) é uma nadadora australiana, medalhista de ouro nos Jogos Olímpicos.
Nos Jogos Olímpicos de Munique 1972, ela não era considerada uma das favoritas, pois seu melhor tempo era mais lento do que o de outras nadadoras. Nos 100 metros peito seu melhor tempo era de 1m18s, mas ela repetidamente baixou-o na competição, fazendo 1m17s59 na eliminatória, 1m16s3 na semifinal, e obteve o bronze fazendo 1m15s73 na final.
Nos 200 metros peito, obteve o ouro com uma grande virada na prova. Estava em quarto lugar na marca de 150 m, e então ultrapasso 3 adversárias para obter o ouro com o tempo de 2m41s71. Na sua chegada em sua cidade natal, foi-lhe concedido um desfile de rua.
Este foi o pico da carreira de Whitfield. Ela ganhou dois títulos no ano seguinte, no Campeonato Australiano, com tempos mais lentos do que ela havia gravado em Munique, mas não conseguiu ganhar uma medalha no Campeonato Mundial de 1973, em Belgrado. Novamente em 1974, ela ganhou dois eventos nos campeonatos nacionais com tempos ainda mais lentos. Em 1975, ela perdeu seus dois títulos nacionais e, posteriormente, aposentou-se, admitindo que ela tinha perdido a força para competir.
Mais tarde, ela trabalhou por um período no Departamento de Serviços Comunitários em Shellharbour e Wollongong.
Ela morreu de repente em 1996, na idade de 42 anos.